# Grammoptera ruficeps
Grammoptera ruficeps är en skalbaggsart som först beskrevs av Leconte 1862.  Grammoptera ruficeps ingår i släktet Grammoptera och familjen långhorningar. Inga underarter finns listade i Catalogue of Life.